# Jean-Pierre Bardet
Pour les articles homonymes, voir Bardet.
Jean-Pierre Bardet, né le 16 mars 1937 à Sceaux (Seine, aujourd'hui Hauts-de-Seine), est un historien et universitaire français, spécialiste de démographie historique, de l'histoire de l'enfance et de la famille.

## Biographie
Élu directeur d’études à l’École des hautes études en sciences sociales en 1984, il devient professeur à l'Université Paris IV-Sorbonne en 1987 et dirige le Centre Roland Mousnier (UMR 8596 du CNRS) de 1991 à 2006.
Il a aussi été chef de la mission scientifique du Ministère des enseignements supérieurs (1987-1988) et directeur général des enseignements supérieurs au Ministère de l'enseignement supérieur et de la recherche (1993-1995).

## Distinctions
- Chevalier de la Légion d'honneur
- Chevalier de l'ordre national du Mérite
- Officier de l'ordre des Palmes académiques

## Publications
- Rouen et les Rouennais aux XVIIe et XVIIIe siècles, les mutations d'un espace social, Paris, Sedes, 1983, 2 vol.
- Histoire des populations de l'Europe, Paris, Fayard, 1997-1999, 3 vol., avec Jacques Dupaquier
- Les Écrits du for privé, objets matériels, objets édités, actes du colloque de Limoges, 17 et 18 novembre 2005, sous la direction de Michel Cassan, Jean-Pierre Bardet, François-Joseph Ruggiu, Limoges, PUL, 2007  (ISBN 978-2-84287-443-8)
- Paroisses et communes de France : dictionnaire d'histoire administrative et démographique, (codir. avec Claude Motte), Laboratoire de démographie historique de l'École des hautes études en sciences sociales, Paris : CNRS éd., 1993.